# Франтишкови-Лазне
Фра́нтишкови-Ла́зне (чеш. Františkovy Lázně), бывш. Франценсбад (нем. Franzensbad) — курортный город в Чехии, в Рудных горах, на территории Карловарского края, близ города Хеб, в 65 км к юго-западу от Карловых Вар, неподалёку от границы с Германией. Население 5,2 тыс. жителей (2004). С 2021 года включён в Список Всемирного наследия ЮНЕСКО в категорию Великие курортные города Европы.

## Общая характеристика
Франтишкови-Лазне — город с 1793 года. Как бальнеологический курорт существует с 1827 года на базе Хебских железисто-щелочных источников (всего их 24). Богемские минеральные воды углекислые хлористые натриевые, сульфатно-гидрокарбонатные, отличаются также высоким содержанием железа. Лечение заболеваний сердечно-сосудистой системы, опорно-двигательного аппарата, заболеваний мочеполовой системы. Методы лечения — ванны, ингаляции, питьё минеральных вод. В лечении используется железистый торф. Близ города — природный парк Гайек.

## Климат
Климат умеренный, сухой, с нежарким летом и довольно мягкой зимой (средняя температура июля +17,5 °C, с мая по сентябрь +15,2 °C; осадков выпадает около 700 мм в год). Курорт хорошо защищён от ветров горами. Сезон с мая по октябрь.

## Население
| 1869  | 1880  | 1890  | 1900  | 1910  | 1921  | 1930  | 1950  | 1961  |
| ----- | ----- | ----- | ----- | ----- | ----- | ----- | ----- | ----- |
| 3070  | ↗4397 | ↘4354 | ↗4382 | ↗5239 | ↗5608 | ↗6497 | ↘3335 | ↗4752 |
| 1970  | 1980  | 1991  | 2001  | 2014  | 2016  | 2017  | 2018  | 2019  |
| ↗4849 | ↗5192 | ↘5184 | ↗5261 | ↗5547 | ↘5536 | ↘5497 | ↗5501 | ↗5514 |
| 2020  | 2021  | 2021  | 2022  | 2023  | 2024  | 2025  |       |       |
| ↘5461 | ↘5412 | ↘5032 | ↗5187 | ↗5707 | ↗5783 | ↘5607 |       |       |

## Города-побратимы
- Бад-Зоден, Германия
- Нижний Тагил, Россия (2007)[22]

- Памятник императору Францу Иосифу I
- Памятник Гёте